# Nantilly
Nantilly est une commune française située dans le département de la Haute-Saône, la région culturelle et historique de Franche-Comté et la région administrative Bourgogne-Franche-Comté.
Ses habitants sont les Nantillais.

## Géographie

### Description
Nantilly est un petit village franc-comtois du département de la Haute-Saône situé en limite de la Bourgogne de la Franche-Comté ainsi que de la Champagne-Ardenne.
Au centre d'un polygone dont les angles sont marqués par Besançon, Dijon, Dole et Langres équidistants de 50 kilomètres, le village se situe en fond de la petite vallée de la Soufroide et sur ses deux flancs. La Saône coule à 5 km.

### Communes limitrophes
Les communes limitrophes sont  Arc-lès-Gray, Bouhans-et-Feurg, Chargey-lès-Gray, Mantoche et Poyans.
| Bouhans-et-Feurg |          | Chargey-lès-Gray |
| Poyans           | Nantilly | Arc-lès-Gray     |
|                  | Mantoche |                  |

### Climat
Pour des articles plus généraux, voir Climat de la Bourgogne-Franche-Comté et Climat de la Haute-Saône.
En 2010, le climat de la commune est de type climat océanique dégradé des plaines du Centre et du Nord, selon une étude du Centre national de la recherche scientifique s'appuyant sur une série de données couvrant la période 1971-2000. En 2020, Météo-France publie une typologie des climats de la France métropolitaine dans laquelle la commune est dans une zone de transition entre le climat océanique altéré et le climat océanique altéré et est dans la région climatique Lorraine, plateau de Langres, Morvan, caractérisée par un hiver rude (1,5 °C), des vents modérés et des brouillards fréquents en automne et hiver.
Pour la période 1971-2000, la température annuelle moyenne est de 10,7 °C, avec une amplitude thermique annuelle de 17,7 °C. Le cumul annuel moyen de précipitations est de 911 mm, avec 12,2 jours de précipitations en janvier et 8,5 jours en juillet. Pour la période 1991-2020, la température moyenne annuelle observée sur la station météorologique de Météo-France la plus proche, « Poyans », sur la commune de Poyans à 4 km à vol d'oiseau, est de 11,1 °C et le cumul annuel moyen de précipitations est de 911,8 mm. 
La température maximale relevée sur cette station est de 40,8 °C, atteinte le 12 août 2003 ; la température minimale est de −27 °C, atteinte le 9 janvier 1985,,.
Les paramètres climatiques de la commune ont été estimés pour le milieu du siècle (2041-2070) selon différents scénarios d'émission de gaz à effet de serre à partir des nouvelles projections climatiques de référence DRIAS-2020. Ils sont consultables sur un site dédié publié par Météo-France en novembre 2022.

### Milieux naturels et biodiversité
L'ancienne carrière de Nantilly, au monticule du Bouchot, est remarquable par l'originalité de sa flore[C'est-à-dire ?] actuelle)[réf. nécessaire]

## Urbanisme

### Typologie
Au 1er janvier 2024, Nantilly est catégorisée commune rurale à habitat dispersé, selon la nouvelle grille communale de densité à sept niveaux définie par l'Insee en 2022.
Elle est située hors unité urbaine. Par ailleurs la commune fait partie de l'aire d'attraction de Gray, dont elle est une commune de la couronne,. Cette aire, qui regroupe 63 communes, est catégorisée dans les aires de moins de 50 000 habitants,.

### Occupation des sols

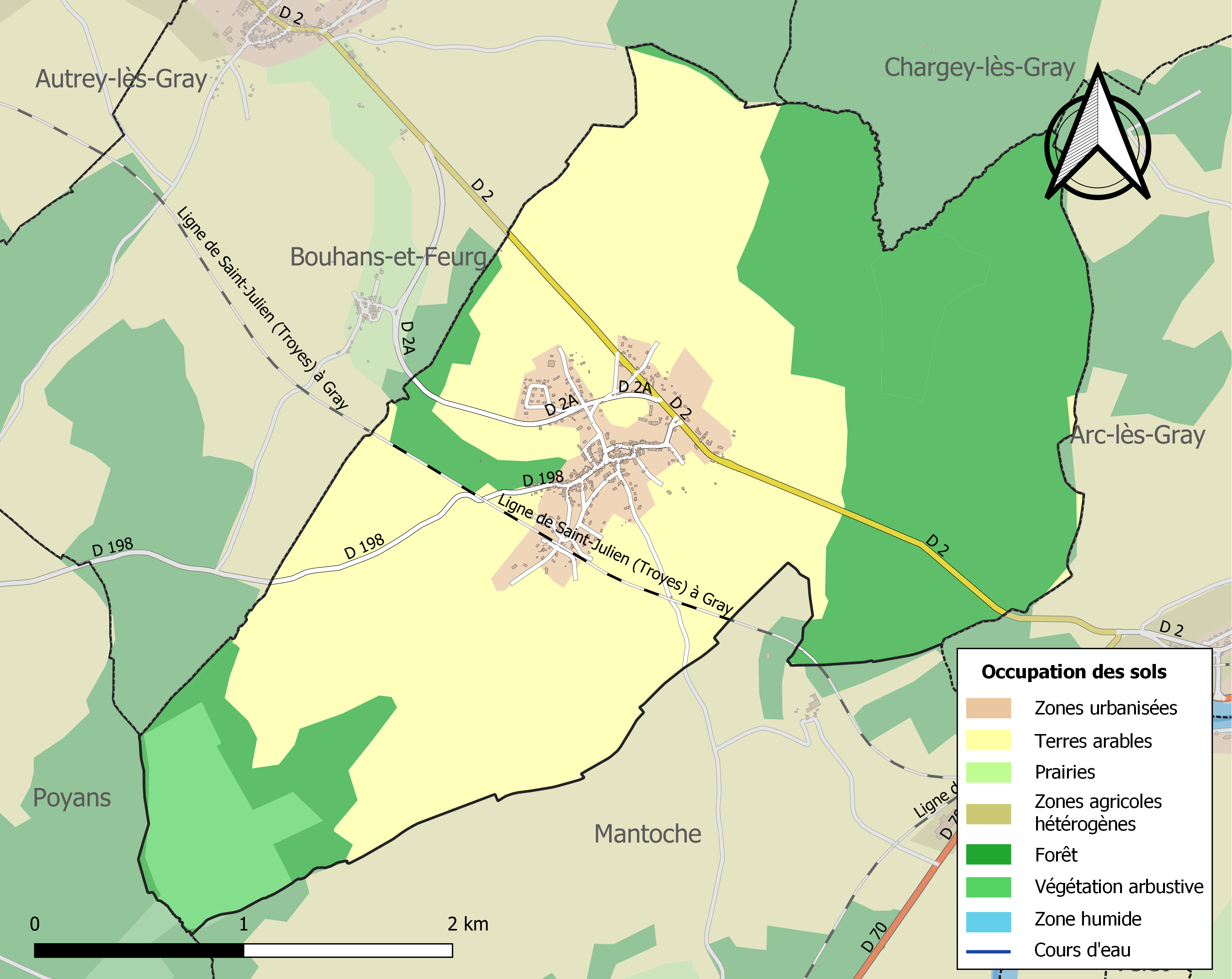
Carte des infrastructures et de l'occupation des sols de la commune en 2018 (CLC).

L'occupation des sols de la commune, telle qu'elle ressort de la base de données européenne d’occupation biophysique des sols Corine Land Cover (CLC), est marquée par l'importance des territoires agricoles (52,5 % en 2018), en diminution par rapport à 1990 (56 %). La répartition détaillée en 2018 est la suivante : 
terres arables (52,5 %), forêts (36,4 %), zones urbanisées (6,1 %), milieux à végétation arbustive et/ou herbacée (5 %). L'évolution de l’occupation des sols de la commune et de ses infrastructures peut être observée sur les différentes représentations cartographiques du territoire : la carte de Cassini (XVIIIe siècle), la carte d'état-major (1820-1866) et les cartes ou photos aériennes de l'IGN pour la période actuelle (1950 à aujourd'hui).

### Habitat et logement
En 2018, le nombre total de logements dans la commune était de 228, alors qu'il était de 214 en 2013 et de 203 en 2008.
Parmi ces logements, 90,2 % étaient des résidences principales, 3,8 % des résidences secondaires et 6,1 % des logements vacants. Ces logements étaient pour 90,8 % d'entre eux des maisons individuelles et pour 8,7 % des appartements.
Le tableau ci-dessous présente la typologie des logements à Nantilly en 2018 en comparaison avec celle de la Haute-Saône et de la France entière. Une caractéristique marquante du parc de logements est ainsi une proportion de résidences secondaires et logements occasionnels (3,8 %) inférieure à celle du département (6,2 %) et à celle de la France entière (9,7 %). Concernant le statut d'occupation de ces logements, 83,2 % des habitants de la commune sont propriétaires de leur logement (83,6 % en 2013), contre 68,7 % pour la Haute-Saône et 57,5 % pour la France entière.
| Typologie                                               | Nantilly | Haute-Saône | France entière |
| ------------------------------------------------------- | -------- | ----------- | -------------- |
| Résidences principales (en %)                           | 90,2     | 83          | 82,1           |
| Résidences secondaires et logements occasionnels (en %) | 3,8      | 6,2         | 9,7            |
| Logements vacants (en %)                                | 6,1      | 10,8        | 8,2            |

## Toponymie
Du celtique : Nant = ruisseau ; el, (il) = colline ; I (i) = près : ruisseau près d'une colline.

Du latin : Lanticula = lentille.

## Historique

### Antiquité
Des restes de constructions de l’époque gallo-romaine ont été trouvés au lieu-dit Champ de Messe.

### Moyen Âge
Au Moyen Âge, Nantilly ne possède pas de seigneur, seules quelques habitations paysannes existaient. Le premier seigneur de Nantilly est le seigneur de Beaumont et d’Autrey qui vivait en 926. Le village de Nantilly est mentionné en 1055 lors de sa donation à l'abbaye Saint-Pierre de Bèze.

### Temps modernes
Le village est complètement pillé puis brûlé en 1569[pourquoi ?] par les reîtres du duc de Deux-Ponts. Les habitants de Nantilly présentent une requête touchant leur affranchissement en 1526 mais ils n’obtiennent gain de cause qu’en 1622.
En 1595, le connétable de Castille Juan Fernández de Velasco y Tovar, gouverneur du duché de Milan, prend le chemin du duché de Bourgogne par Nantilly où il campe sur le monticule du Bouchot.
Il se fait battre par Henri IV le 5 juin lors de la bataille de Fontaine-Française. Il existe encore une inscription gravée sur le fronton d'un lavoir de Fontaine-Française qui rappelle le passage d'Henri IV.

### Époque contemporaine
En 1807, un incendie important détruisit avec une effrayante rapidité toutes les habitations du nord du village.
Historiquement, la vigne était cultivée à Nantilly pour le compte de l'hospice du Saint-Esprit.

## Politique et administration

### Rattachements administratifs
La commune fait partie de l'arrondissement de Vesoul du département de la Haute-Saône.
Elle faisait partie depuis 1801 du canton d'Autrey-lès-Gray. Dans le cadre du redécoupage cantonal de 2014 en France, cette circonscription administrative territoriale a disparu, et le canton n'est plus qu'une circonscription électorale.

### Rattachements électoraux
Pour les élections départementales, la commune fait partie depuis 2014 du canton de Gray
Pour l'élection des députés, elle fait partie de la première circonscription de la Haute-Saône.

### Intercommunalité
La commune était membre depuis 1er janvier 2005 de  l'ancienne communauté de communes Val de Gray, un établissement public de coopération intercommunale (EPCI) à fiscalité propre créé en 2000 et auquel la commune avait transféré un certain nombre de ses compétences, dans les conditions déterminées par le code général des collectivités territoriales.
L'article 35 de la loi n° 2010-1563 du 16 décembre 2010 « de réforme des collectivités territoriales » prévoyait d'achever et de rationaliser le dispositif intercommunal en France, et notamment d'intégrer la quasi-totalité des communes françaises dans des EPCI à fiscalité propre, dont la population soit normalement supérieure à 5 000 habitants.
Dans ce cadre, le schéma départemental de coopération intercommunale (SDCI) approuvé par le préfet de la Haute-Saône le 23 décembre 2011 a prévu la fusion de cette intercommunalité avec la petite communauté de communes du Pays d'Autrey, auxquelles plusieurs communes jusqu'alors isolées devraient se joindre.
Cette fusion intervient le 1er janvier 2013 et, depuis cette date, Nantilly est membre de la nouvelle communauté de communes Val de Gray.

### Liste des maires
| Période    | Période                       | Identité                                                                          | Étiquette | Qualité                                                                       |
| ---------- | ----------------------------- | --------------------------------------------------------------------------------- | --------- | ----------------------------------------------------------------------------- |
|            |                               |                                                                                   |           |                                                                               |
| 1800       | 1801                          | Jean Baptiste Borne                                                               |           |                                                                               |
| 1801       | 1807                          | Pierre Simonet                                                                    |           |                                                                               |
| 1808       | 1808                          | Etienne Chambellaud & Charles Jean Baptiste Antoine Paguelle de Larret[pas clair] |           |                                                                               |
| 1809       | 1814                          | Charles Jean Baptiste Antoine Paguelle de Larret                                  |           |                                                                               |
| 1815       | 1815                          | Pierre Simonet                                                                    |           |                                                                               |
| 1816       | 1816                          | Charles Jean Baptiste Antoine Paguelle de Larret                                  |           |                                                                               |
| 1819       | 1829                          | Pierre Simonet                                                                    |           |                                                                               |
| 1830       | 1831                          | Jean Baptiste Debelfort                                                           |           |                                                                               |
| 1832       | 1835                          | Pierre Joseph Simonet                                                             |           |                                                                               |
| 1836       | 1837                          | Philippe Hugot                                                                    |           |                                                                               |
| 1838       | 1840                          | Antoine Félix Reys                                                                |           |                                                                               |
| 1841       | 1843                          | Philippe Hugot                                                                    |           |                                                                               |
| 1844       | 1848                          | Pierre Joseph Simonet                                                             |           |                                                                               |
| 1849       | 1852                          | Philippe Hugot                                                                    |           |                                                                               |
| 1853       | 1854                          | Marie Joseph Debelfort                                                            |           |                                                                               |
| 1857       | 1862                          | Louis Paguelle de Larret                                                          |           |                                                                               |
| 1863       | 1870                          | Pierre Antoine Simonet                                                            |           |                                                                               |
| 1871       | 1872                          | Pierre Hugot                                                                      |           |                                                                               |
| 1873       | 1878                          | Nicolas Moussard                                                                  |           |                                                                               |
| 1879       | 1881                          | Pierre Hugot                                                                      |           |                                                                               |
| 1882       | 1893                          | Pierre Antoine Blanchot                                                           |           |                                                                               |
| 1884       | 1891                          | M. Anne Marie François Simonet                                                    |           |                                                                               |
| 1892       | 1892                          | Pierre Hugot                                                                      |           |                                                                               |
| 1893       | 1899                          | Louis Perchet                                                                     |           |                                                                               |
| 1900       | 1902                          | Alexandre Arnoux                                                                  |           |                                                                               |
|            |                               |                                                                                   |           |                                                                               |
| 1977       |                               | M. Claude Lonchampt                                                               |           |                                                                               |
|            |                               |                                                                                   |           |                                                                               |
| mars 1995  | 2014,                         | M. Claude Lonchampt                                                               |           |                                                                               |
| avril 2014 | En cours (au 16 juillet 2020) | Joseph Chaveca                                                                    |           | Vice-président de la CC Val de Gray (2020 → ) Réélu pour le mandat 2020-2026, |

## Équipements et services publics

### Enseignement
La commune est associée aux villages de Mantoche, Poyans, et Essertenne dans un regroupement pédagogique intercommunal.

### Justice, sécurité, secours et défense
Le village dispose d'une caserne de pompiers (centre de première intervention), d'une agence postale ainsi que d'une école maternelle comme bâtiment public.

### Autres équipements
- Salle Georges-Thevenot (salle polyvalente) ;
- une salle d'exposition (salle René-Nuffer) pour les artistes locaux .

## Population et société

### Démographie
L'évolution du nombre d'habitants est connue à travers les recensements de la population effectués dans la commune depuis 1793. Pour les communes de moins de 10 000 habitants, une enquête de recensement portant sur toute la population est réalisée tous les cinq ans, les populations de référence des années intermédiaires étant quant à elles estimées par interpolation ou extrapolation. Pour la commune, le premier recensement exhaustif entrant dans le cadre du nouveau dispositif a été réalisé en 2004.

En 2022, la commune comptait 441 habitants, en évolution de −9,63 % par rapport à 2016 (Haute-Saône : −1,4 %, France hors Mayotte : +2,11 %).
| 1793 | 1800 | 1806 | 1821 | 1831 | 1836 | 1841 | 1846 | 1851 |
| ---- | ---- | ---- | ---- | ---- | ---- | ---- | ---- | ---- |
| 398  | 478  | 479  | 491  | 540  | 532  | 500  | 504  | 487  |

| 1856 | 1861 | 1866 | 1872 | 1876 | 1881 | 1886 | 1891 | 1896 |
| ---- | ---- | ---- | ---- | ---- | ---- | ---- | ---- | ---- |
| 426  | 432  | 456  | 426  | 407  | 390  | 411  | 363  | 333  |

| 1901 | 1906 | 1911 | 1921 | 1926 | 1931 | 1936 | 1946 | 1954 |
| ---- | ---- | ---- | ---- | ---- | ---- | ---- | ---- | ---- |
| 311  | 305  | 296  | 267  | 263  | 245  | 253  | 234  | 229  |

| 1962 | 1968 | 1975 | 1982 | 1990 | 1999 | 2004 | 2006 | 2009 |
| ---- | ---- | ---- | ---- | ---- | ---- | ---- | ---- | ---- |
| 257  | 251  | 330  | 422  | 456  | 452  | 511  | 516  | 518  |

| 2014 | 2019 | 2022 | - | - | - | - | - | - |
| ---- | ---- | ---- | - | - | - | - | - | - |
| 488  | 463  | 441  | - | - | - | - | - | - |

La population est composée principalement de famille ayant leurs activités professionnelles à Gray et Arc-lès-Gray.

### Manifestations culturelles et festivités
Tous les ans un repas du 14-Juillet est offert aux habitants de la commune avec bal et feux d'artifice.

## Économie
Il ne reste au village que deux exploitations agricoles[Quand ?], principalement des céréaliers même si les exploitations laitières ont de l'importance dans la région.
Un hôtel-restaurant gastronomique complété par un spa entièrement rénové en 2009 est installé dans le château du village construit en 1830. Il a fermé ses portes début 2011 et a rouvert en 2016 comme résidence pour séniors valides.
Il existe également des artisans comme carreleur, électricité générale, chauffagistes, chauffagiste par géothermie, entreprise générale du bâtiment, auto-école, etc.

## Culture locale et patrimoine

### Lieux et monuments
Divers éléments d'architectures sont classés comme les fers forgés de la table de communion de l’église ainsi que ceux de la porte de la nef. Le lavoir situé route de Poyans récemment rénové a été remarqué par l’architecte des Bâtiments de France.

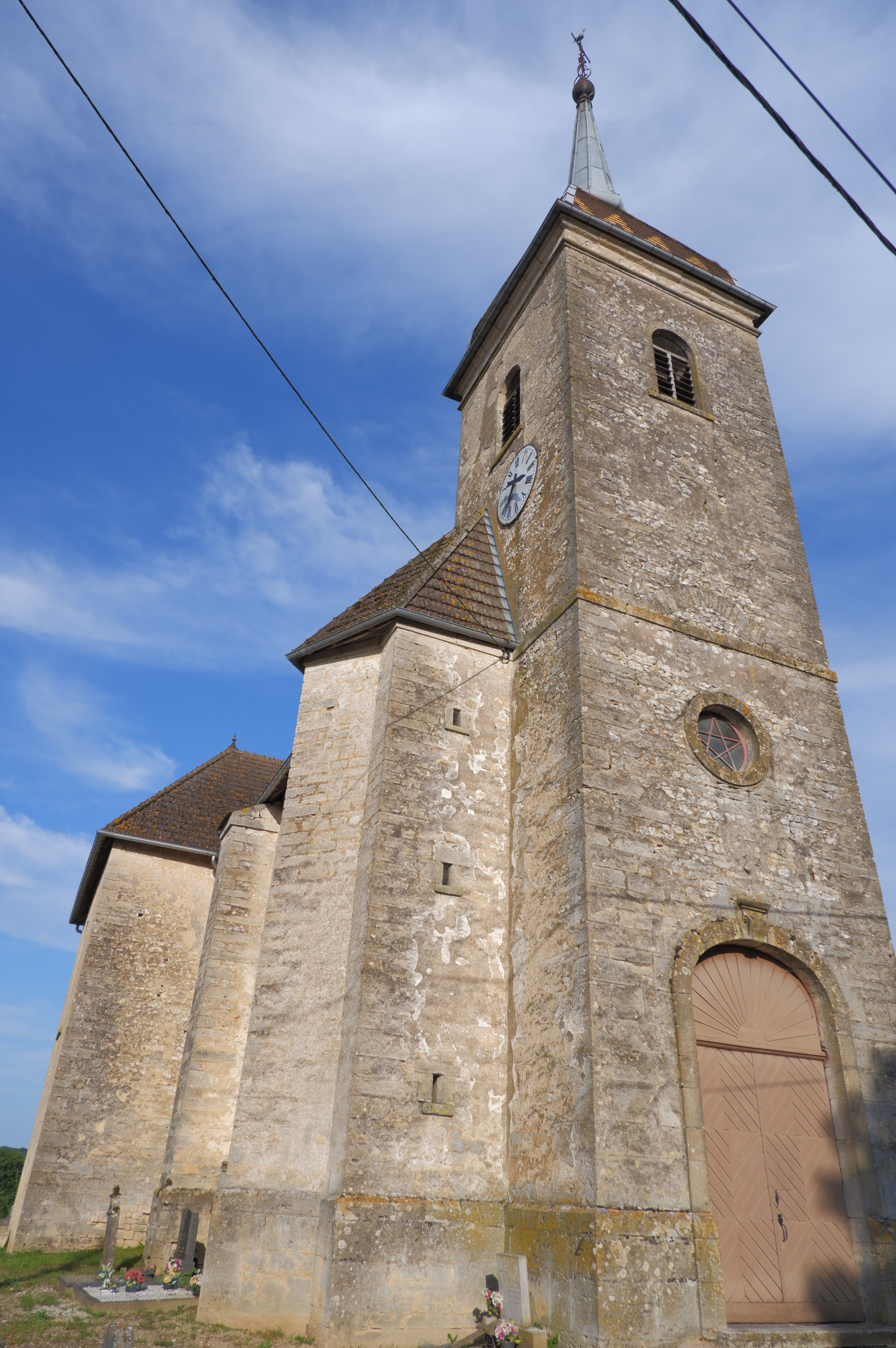
L'église...
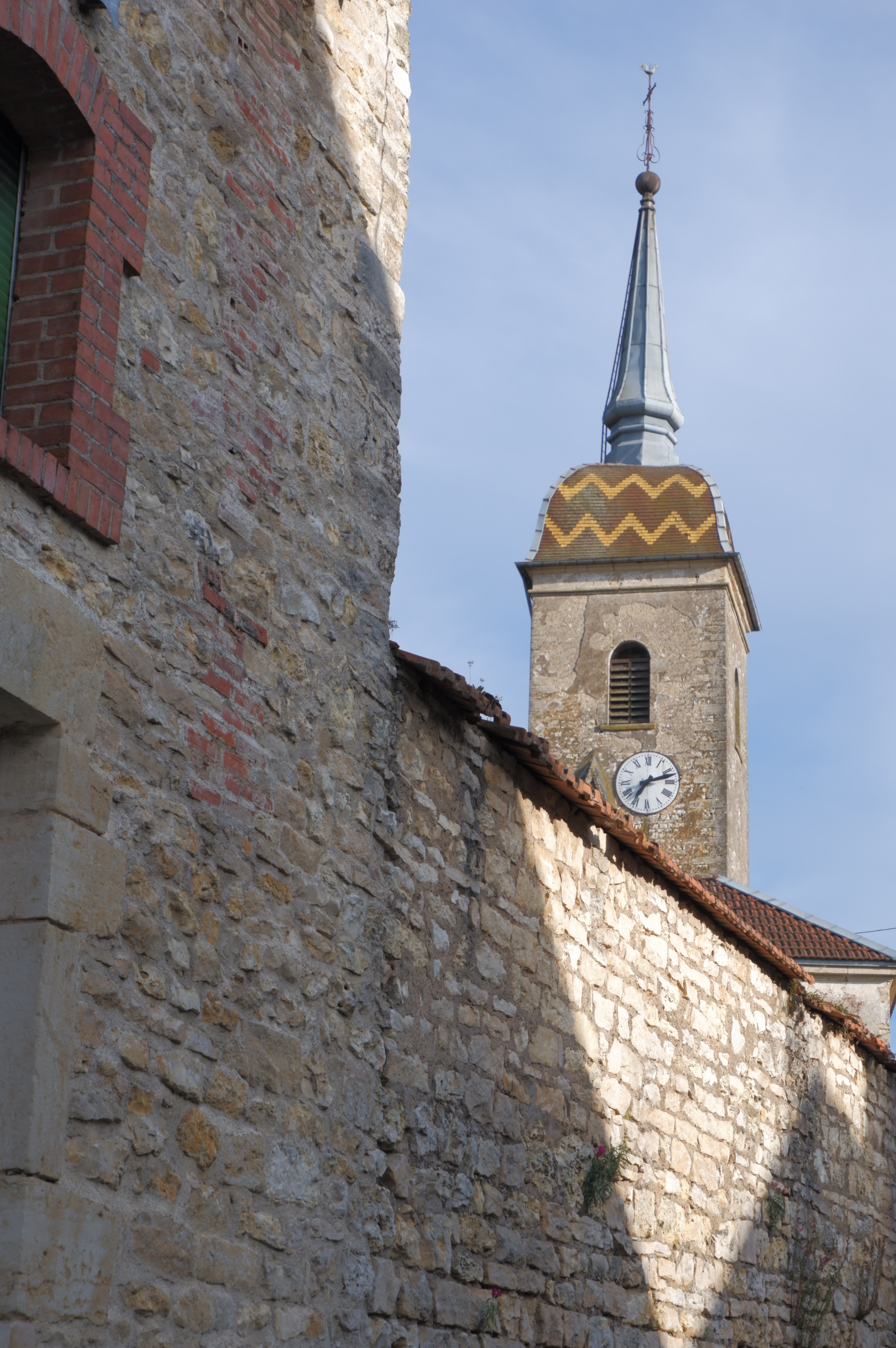
...et ses tuiles vernissées.
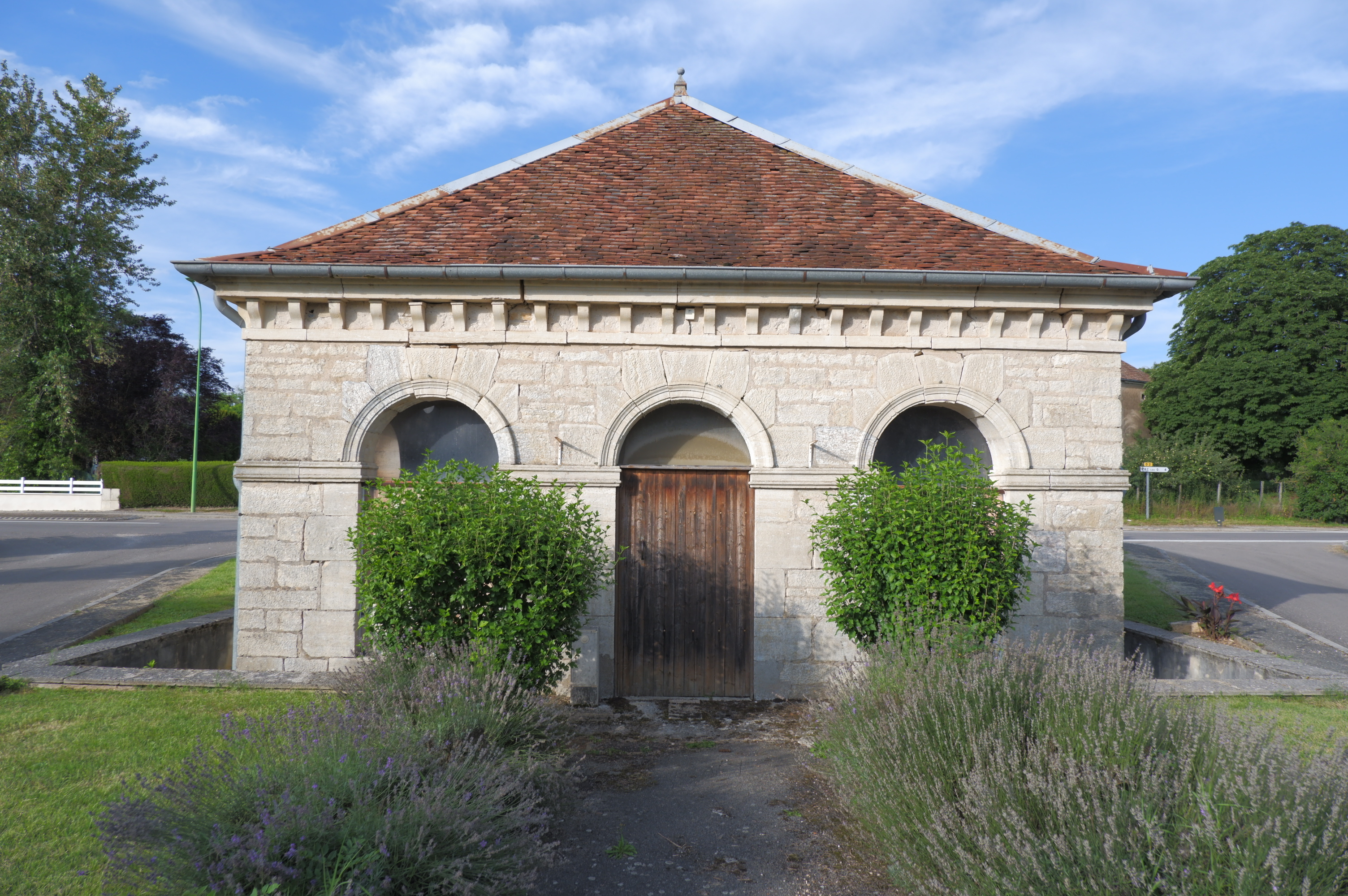
Le lavoir.
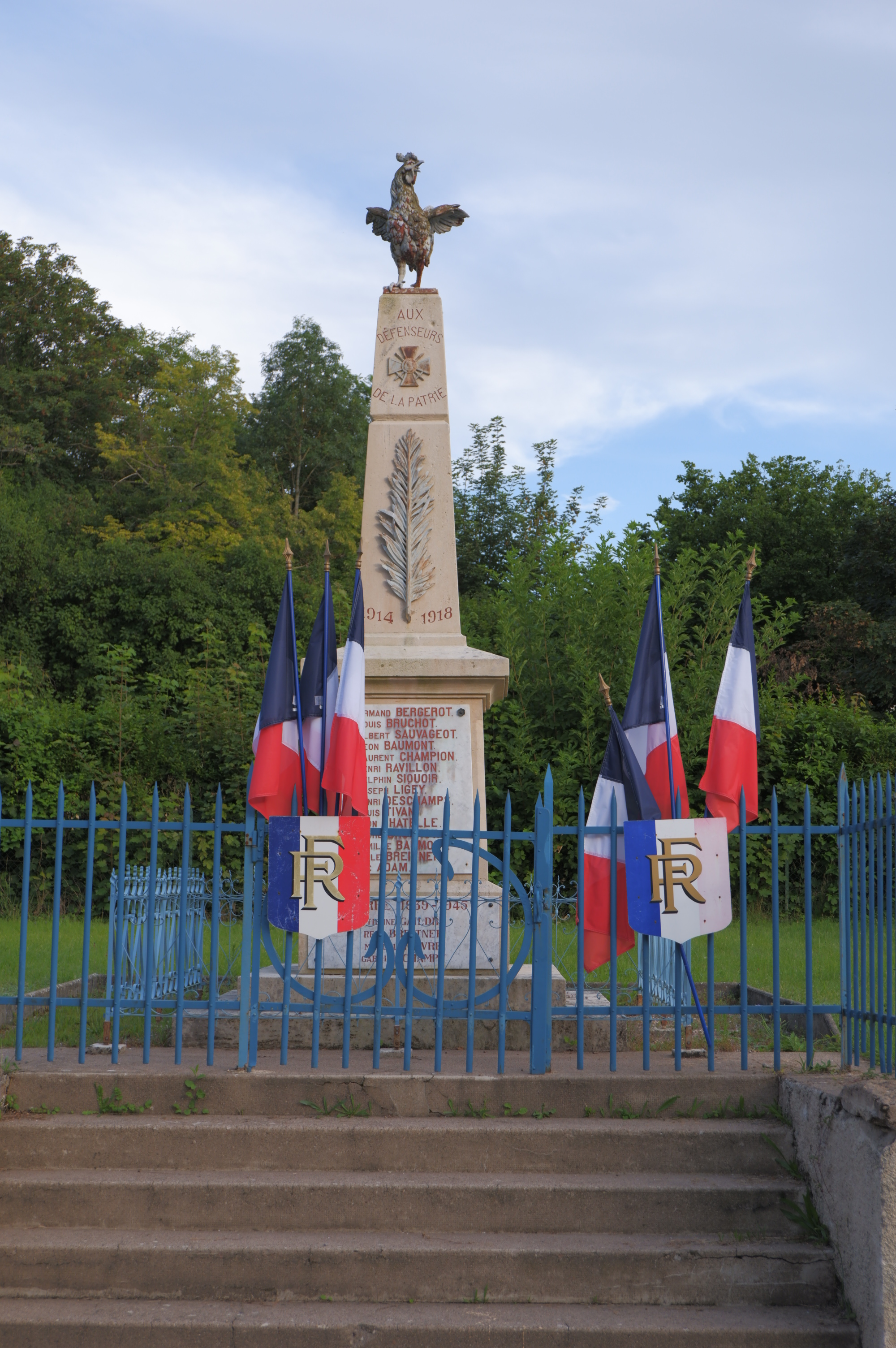
Monument aux morts.
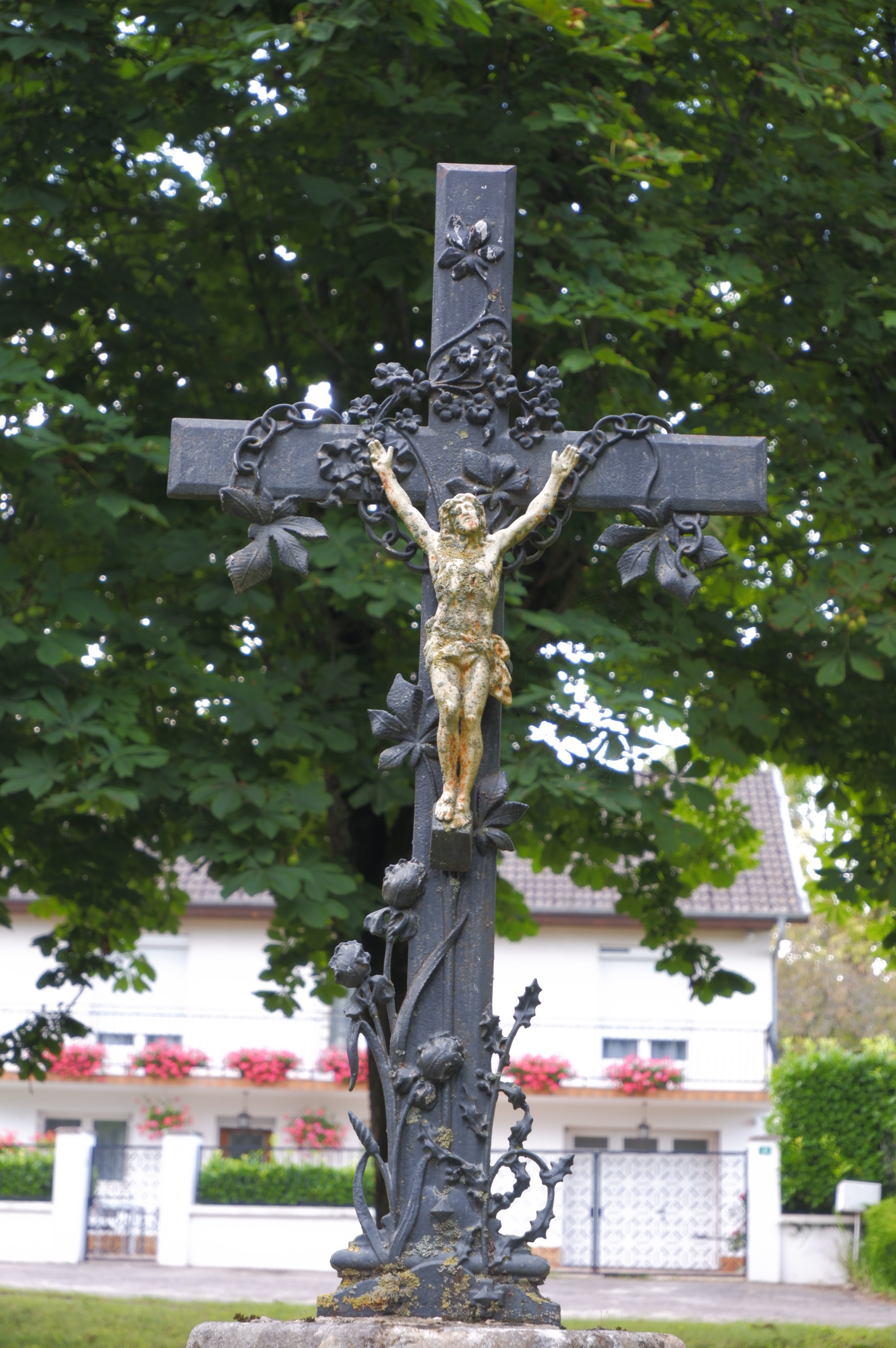
Calvaire monumental.
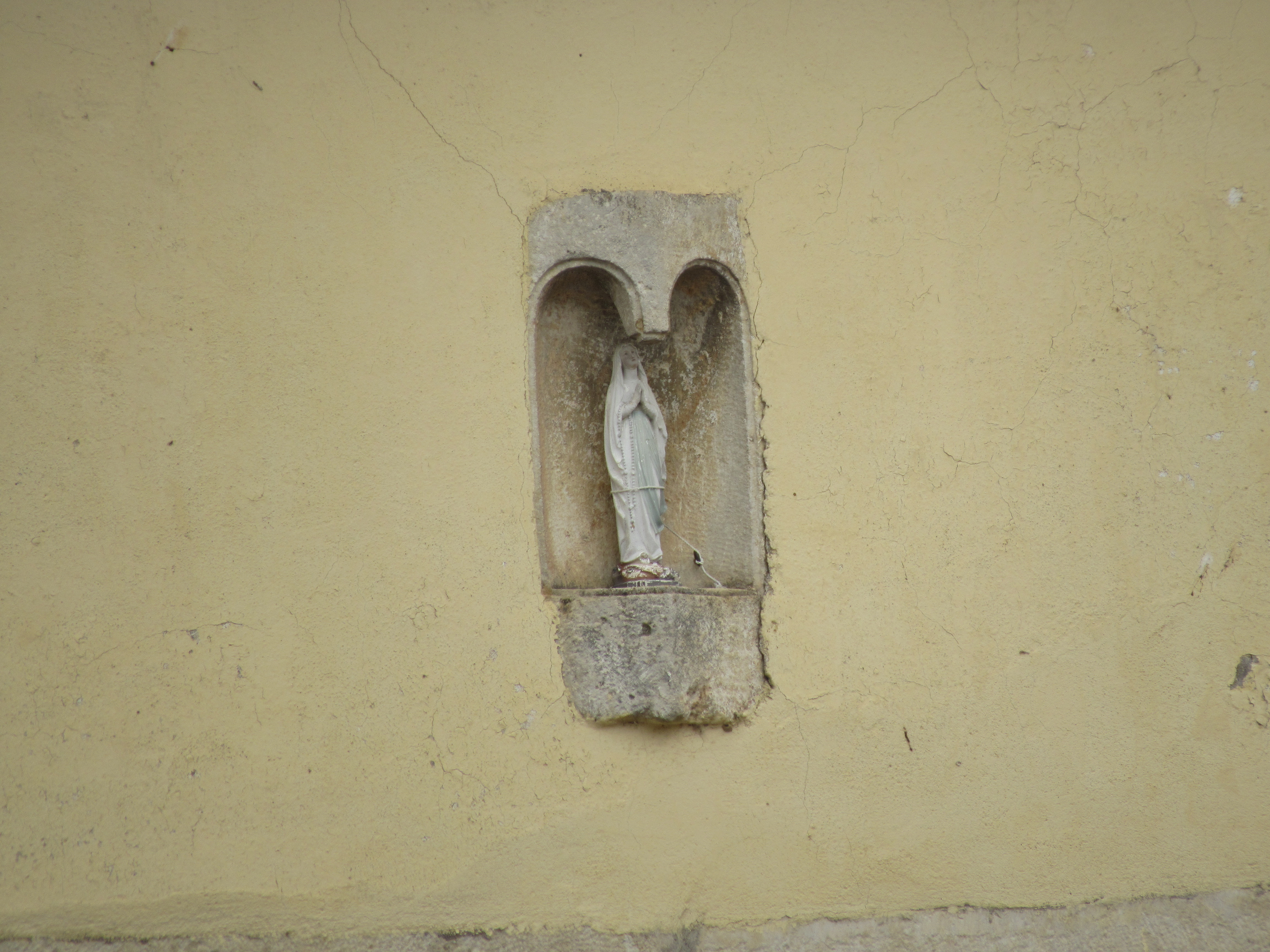
Niche mariale,  impasse de la Danelle.

### Héraldique
| Blason de Nantilly | Blason  | De gueules à la coque d'un navire sommé de trois tours, une carrée accostée de deux rondes, le tout d’or. |
| Blason de Nantilly | Détails | Le statut officiel du blason reste à déterminer.                                                          |

## Pour approfondir